# .ky
.ky és el domini de primer nivell territorial (ccTLD) de les Illes Caiman. El registre està limitat als residents i a les empreses inscrites a les Illes Caiman, i cal una adreça i número de telèfon del país per identificar qui registre i el contacte administratiu. Les Illes Caiman també tenen el codi ISO 3166-3 de tres lletres CYM, i ha obtingut el dret d'utilitzar el nom de domini .cym en l'expansió de dominis de primer nivell.

## Dominis de segon nivell
El registre es permet al segon nivell, o al tercer per sota d'aquests noms especials:
- com.ky
- org.ky
- net.ky
- edu.ky (restringit a institucions educatives)
- gov.ky (restringit a entitats governamentals)